# Aterballetto

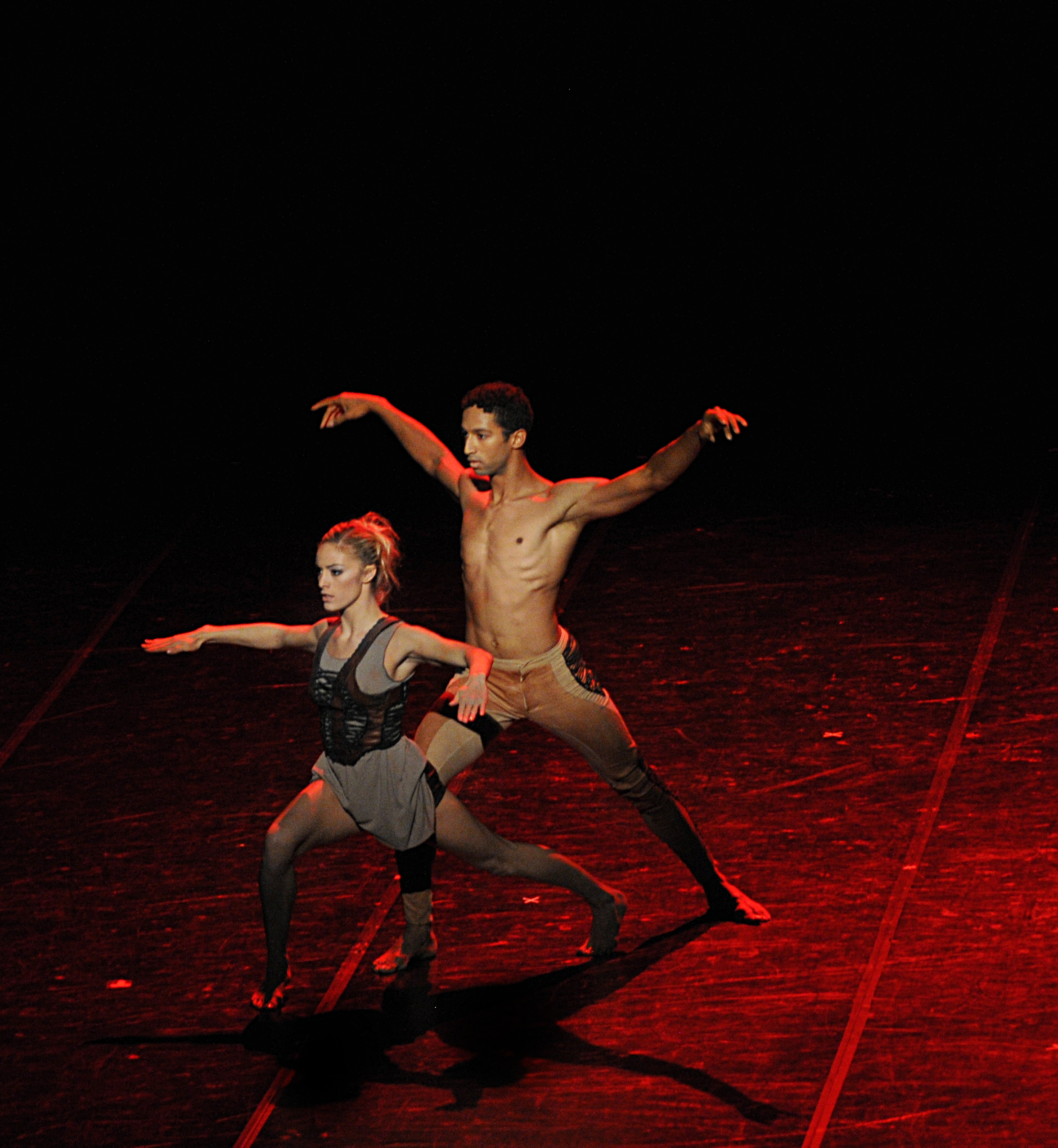
Le Sacre, Aterballetto, en 2012.

Aterballetto est une compagnie de production et de diffusion de danse en Italie fondée en 1979.

## Historique
Après Amedeo Amodio (en), qui a dirigé la compagnie de 1997 à 2007, la direction artistique est confiée à Mauro Bigonzetti. Depuis 2008, Bigonzetti assume la charge de chorégraphe principal de la compagnie et la direction artistique est confiée à Cristina Bozzolini. Mauro Bigonzetti a présenté des spectacles en France et a été invité à la Biennale de la danse de Lyon en 2004.
En 2006, la compagnie compte comme danseurs Alice Bellagamba, Adrien Boissonnet, Caterina Bonasia, Ina Broeckx, Vincenzo Capezzuto, Thibaut Cherradi, Macha Daudel, Dario Dinuzzi, Stefania Figliossi, Valerio Longo, Francesco Mariottini, Lisa Martini, Walter Matteini, Dejalmir Melo, Béatrice Mille, Kihako Narisawa, Francesca Peniguel, Giuseppe Spota, Marco Magrino, Bryna Pascoe.

## Principales chorégraphies
- 1980 : Consecutio Temporum
- 1982 : Histoire du Soldat
- 1983 : Là ci darem la mano
- 1984 : Pulcinella
- 1985 : Naturale
- 1987 : Romeo e Giulietta
- 1989 : Lo Schiaccianoci
- 1990 : Il cappello a tre punte
- 1992 : Coppélia
- 1993 : Sogno di una notte di mezza estate
- 1995 : Carmen
- 1998 : Comoedia
- 2000 : Closed Hands
- 2002 : Les Noces
- 2005 : WAM
- 2006 : Chant pastoral